# Milko Arabadžijski
Milko Arabadžijski (in bulgaro Милко Арабаджийски?; Plovdiv, 25 marzo 1957) è un ex cestista bulgaro.

## Carriera
Con la Bulgaria ha disputato due edizioni dei Campionati europei (1977, 1979).